# Bílá (vattendrag)
Bílá är ett vattendrag i Tjeckien.   Det ligger i regionen Mähren-Schlesien, i den östra delen av landet, 300 km öster om huvudstaden Prag. Arean är 56 kvadratkilometer.